# 八幡浜漁業協同組合
八幡浜漁業協同組合（やわたはまぎょぎょうきょうどうくみあい）は、愛媛県八幡浜市に本所を置く漁業協同組合。八幡浜市・伊方町・西予市に支所・出張所を置く他、新居浜市に営業所を設置している。

## 沿革
- 2005年 - 磯津・川之石・伊方町・有寿来・町見・瀬戸町・三瓶湾・八幡浜の8つの漁業協同組合が新設合併し、八幡浜漁業協同組合が誕生。

## 主な事業所
- 本所 - 愛媛県八幡浜市大黒町5丁目1522-18
- 支所 - 磯津・川之石・伊方・有寿来・町見・瀬戸・三瓶
- 出張所 - 大島・穴井・下泊・周木
- 営業所 - 新居浜